# Кравченко, Антон Дмитриевич
Анто́н Дми́триевич Кра́вченко (1916—1943) — гвардии красноармеец, участник Великой Отечественной войны, Герой Советского Союза (1943), указ о награждении отменён.

## Биография
Антон Кравченко родился в 1916 году в селе Ливенское Новосанжарского района Полтавской области. По национальности украинец. Беспартийный.
В Рабоче-крестьянскую Красную Армию Кравченко был призван Кишенским районным военным комиссариатом Полтавской области. С 24 сентября 1943 года — на фронте Великой Отечественной войны, был стрелком 1-й стрелковой роты 225-го Краснознамённого гвардейского стрелкового полка 78-й гвардейской стрелковой дивизии Степного фронта. Отличился во время битвы за Днепр.
24 сентября 1943 года Кравченко, переправившись вместе со своей ротой через Днепр, занял плацдарм и удерживал его. 25 сентября, во время контратаки подразделений противника, он огнём из своего автомата и гранатами уничтожил 54 вражеских солдата, не покинув занятой позиции.
26 октября 1943 года Указом Президиума Верховного Совета СССР гвардии красноармеец Антон Кравченко за «успешное форсирование реки Днепр, прочное закрепление и расширение плацдарма на западном берегу реки Днепр и проявленные при этом отвагу и геройство» был удостоен высокого звания Героя Советского Союза с вручением ордена Ленина и медали «Золотая Звезда». По официальным данным, погиб 28 октября 1943 года при выходе из окружения. Указом Президиума Верховного Совета СССР от 18 сентября 1957 года Указ от 26 октября 1943 был отменён.
Причины отмены не известны.